# Lijst van Duitse gerechten
Op deze pagina staat een overzicht van Duitse gerechten.
Zie Kookkunst voor gerechten van andere landen.

## A
- Aachener Printen
- Apfelstrudel

## B
- Bauernfrühstück
- Bockwurst
- Bratwurst
- Bratkartoffeln
- Berlinerbol
- Brokkolisuppe
- Bretzel

## C
- Currywurst

## E
- Ente mit Rotkohl
- Eisbein

## F
- Frankfurter
- Frikadelle
- Flammkuchen

## J
- Jägerschnitzel

## K
- Kaiserschmarren
- Kartoffelsalat
- Kartoffelsuppe
- Knoedel
- Kartoffelpuffer

## L
- Labskaus
- Lebkuchen
- Leberkäse

## M
- Maultasche
- Meikeversoep
- Mutze

## N
- Nudeln

## O
- Obatzda

## P
- Pumpernickel (Schwarzbrot)
- Pretzel

## R
- Rote Grütze
- Reibekuchen

## S
- Sauerkraut
- Spätzle
- Schwenkbraten
- Schwarzwalder Kirschkuchen
- Schnitzel
- Schweinebraten

## W
- Weißwurst